# Joshua Kimmich
Joshua Walter Kimmich [ˈjoːzu̯a] ⓘ (* 8. Februar 1995 in Rottweil) ist ein deutscher Fußballspieler. Der Mittelfeldspieler und Rechtsverteidiger ist seit der Saison 2015/16 beim Bundesligisten FC Bayern München aktiv und gewann mit dem Verein 2020 das Triple aus Meisterschaft, Pokal und Champions League. Seit 2016 spielt er für die A-Nationalmannschaft des DFB, deren Kapitän er seit dem Herbst 2024 ist.

## Vereinskarriere

### Jugend und VfB Stuttgart
Joshua Kimmich begann beim VfB Bösingen im Landkreis Rottweil mit dem Fußballspielen und wechselte mit zwölf Jahren in das Nachwuchsleistungszentrum des VfB Stuttgart. Nach Durchlaufen aller Altersklassen absolvierte er in der Saison 2012/13 21 Spiele in der A-Jugend-Bundesliga. Parallel zu seiner Fußballkarriere legte er am Wirtemberg-Gymnasium in Stuttgart das Abitur mit einem Notendurchschnitt von 1,7 ab.

### RB Leipzig
Aus der A-Jugend (U19) des VfB Stuttgart wurde Kimmich zur Saison 2013/14 vom Drittligaaufsteiger RB Leipzig verpflichtet. Er erhielt einen Zweijahresvertrag, dessen Laufzeit sich um zwei weitere Jahre verlängert hätte, wenn der VfB Stuttgart eine Rückkaufoption nicht genutzt hätte. Für RB Leipzig bestritt er in seiner Premierensaison im Seniorenbereich 26 Ligaspiele (25-mal von Beginn), in denen er ein Tor erzielte. Am Saisonende stieg er mit der Mannschaft als Tabellenzweiter in die 2. Bundesliga auf. Zudem absolvierte Kimmich im September 2013 ein Spiel mit der zweiten Mannschaft in der sechstklassigen Sachsenliga sowie ein Spiel mit der U19 im DFB-Juniorenpokal.
In der Saison 2014/15, seiner offiziell ersten Saison im Herrenbereich, absolvierte Kimmich 27 Zweitligaspiele (23-mal von Beginn), in denen er 2 Tore erzielte.

### FC Bayern München

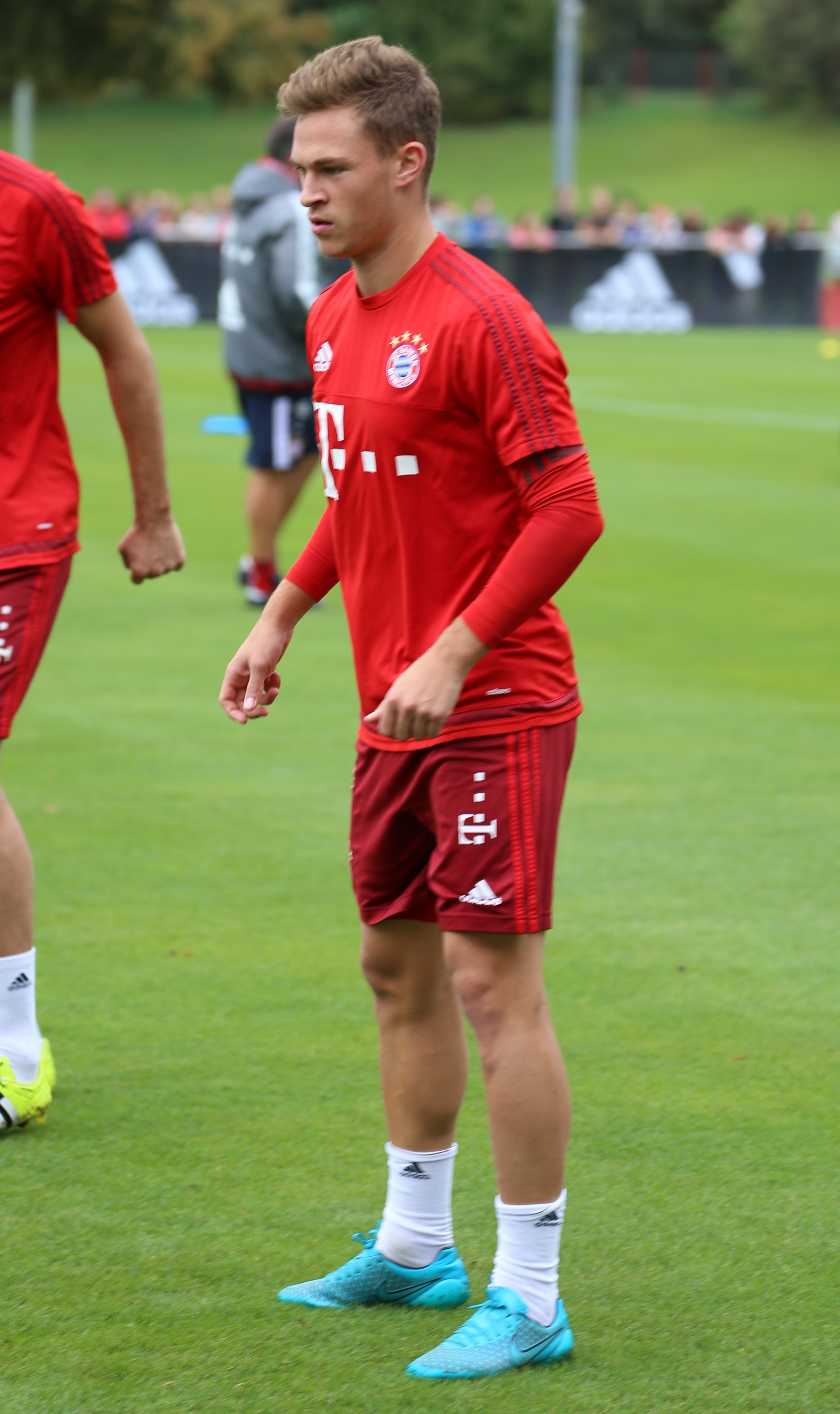
Joshua Kimmich beim Training auf dem Gelände des FC Bayern München (2015)

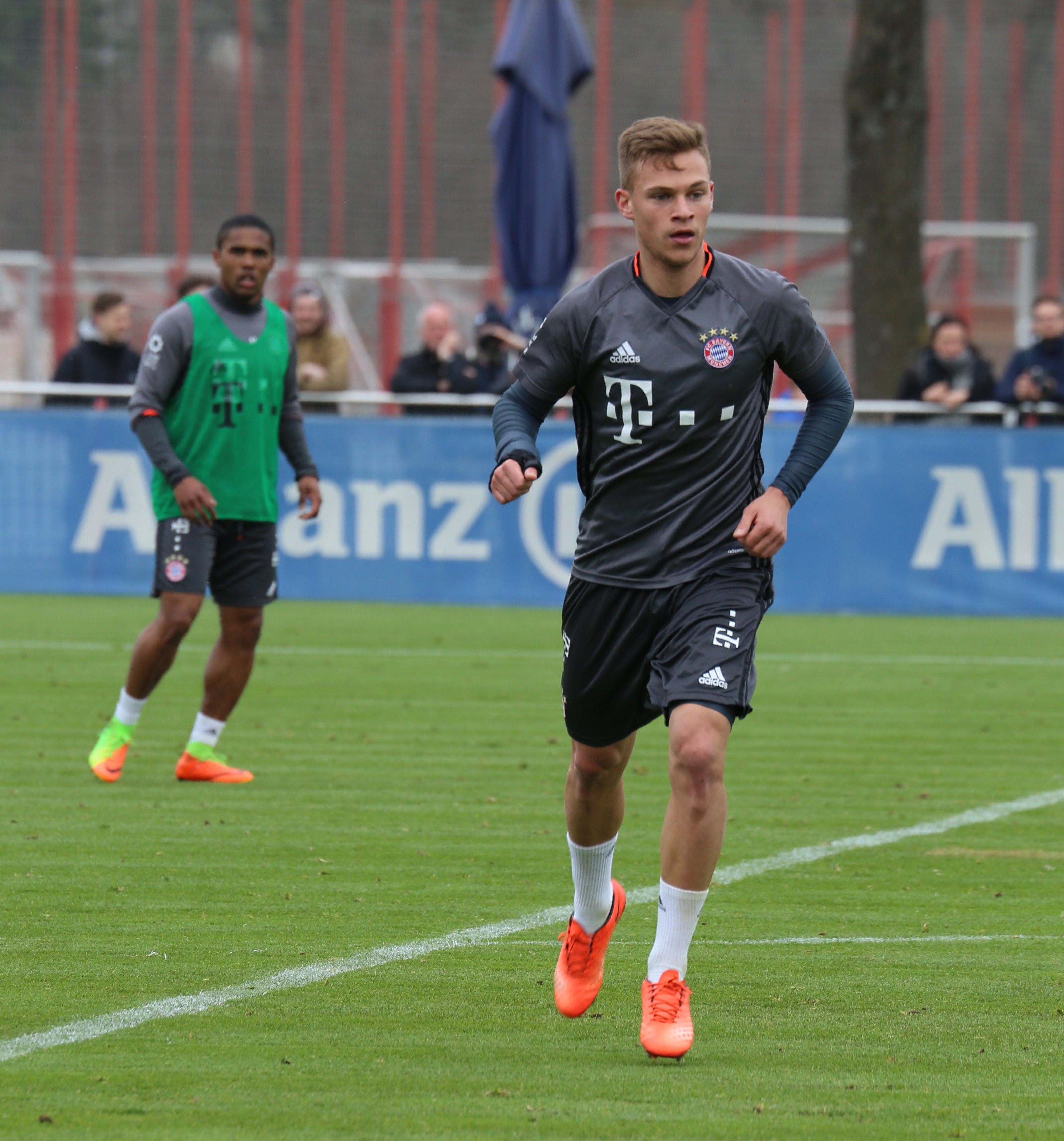
Kimmich beim Training auf dem Gelände des FC Bayern München (2017)

Zur Saison 2015/16 verpflichtete ihn der FC Bayern München, bei dem Kimmich einen zunächst bis zum 30. Juni 2020 laufenden Vertrag erhielt. Die Ablöse floss größtenteils an den VfB Stuttgart, der Kimmichs Transferrechte per Vertragsoption von RB Leipzig zurückerwarb und direkt an den FC Bayern München veräußerte. Alexander Zorniger, der zur Saison 2015/16 Cheftrainer des VfB geworden war, bewertete im November 2015 den Transfer von Kimmich aufgrund dessen guter sportlicher Entwicklung in München als „eine fatale Fehlentscheidung“. In seiner ersten Saison kam Kimmich unter Trainer Pep Guardiola auf wechselnden Positionen in Mittelfeld und Abwehr zum Einsatz, bestritt 23 der 34 Ligaspiele und stand 15-mal in der Startelf. Mit der Mannschaft wurde er deutscher Meister. Am 21. Mai 2016 stand er in Berlin gegen Borussia Dortmund im Pokalfinale. Er stand in der Startaufstellung; der FC Bayern gewann mit 4:3 im Elfmeterschießen, wobei Kimmich als einziger Bayern-Spieler seinen Elfmeter nicht verwandeln konnte. Er gewann damit das Double. Auch in der Champions League kam er mehrfach zum Einsatz, teils in der Startaufstellung, wurde jedoch bei den Halbfinalspielen gegen Atlético Madrid, in denen der FC Bayern knapp unterlegen war, nicht berücksichtigt.
Auch in der Saison 2016/17, nun unter Trainer Carlo Ancelotti, wurde er gerade bei vielen bedeutenden Spielen kaum berücksichtigt, wie im Champions-League-Achtelfinale gegen den FC Arsenal oder im Viertelfinale beim Ausscheiden gegen Real Madrid sowie beim DFB-Pokal-Halbfinale gegen Borussia Dortmund, welches mit 2:3 verloren wurde. Mit sechs Toren in 27 Ligaspielen trug er zum Gewinn der deutschen Meisterschaft 2017 bei. Mit diesem Titel beendete der langjährige Bayern-Kapitän Philipp Lahm seine Karriere.
Kimmich trat in der Saison 2017/18 Lahms Nachfolge auf der Position des Rechtsverteidigers an und etablierte sich als Stammspieler. Mit dem FC Bayern wurde er erneut deutscher Meister, in der Champions League 2017/18 schied der Verein erst im Halbfinale, wiederum gegen Real Madrid aus, wobei Kimmich in beiden Spielen ein Tor erzielte, und das Endspiel im DFB-Pokal wurde mit 1:3 gegen Eintracht Frankfurt verloren.
In der Saison 2018/19, nun unter dem neuen Trainer Niko Kovač, agierte er zwar weiterhin meist als Rechtsverteidiger, wurde aber vermehrt auf der Sechser-Position im defensiven Mittelfeld eingesetzt. In seiner nunmehr vierten Saison beim FC Bayern konnte er zum vierten Mal die Meisterschale in die Höhe halten, hinzu kam der Sieg im DFB-Pokal gegen seine frühere Mannschaft RB Leipzig, sodass er 2019 sein zweites Double gewann. In der Champions League scheiterte Kimmich mit dem FC Bayern bereits im Achtelfinale am späteren Titelgewinner FC Liverpool. Im Rückspiel war er nach seiner dritten gelben Karte des Wettbewerbs gesperrt.
In der Saison 2019/20 kam Kimmich überwiegend im defensiven Mittelfeld zum Einsatz, auch unter Kovacs Nachfolger Hansi Flick. 2020 konnte das Double aus Meisterschaft und Pokal verteidigt werden. Zudem gewann er am 23. August 2020 die Champions League im Finale gegen Paris Saint-Germain, bei dem er die Vorlage zum 1:0-Siegtreffer von Kingsley Coman gab. Damit gewann er mit Bayern das Triple.
In der Saison 2020/21 fiel er wegen einer am 7. November 2020 erlittenen Verletzung am Außenmeniskus des rechten Knies aus und kam erst am 19. Dezember wieder zum Einsatz.
Am 29. Spieltag der Saison 2021/22 feierte Kimmich den Bundesliga-Rekord von 150 Siegen in nur 196 Spielen (1:0 über den FC Augsburg). Nur Arjen Robben erreichte diese Marke nach so wenigen Spielen.
Mit den vielsagenden Worten „wenig Liebe, wenig Herz“, kommentiert Kimmich in einem Fernseh-Interview den Rauswurf des Trainers Julian Nagelsmann im März 2023 durch Oliver Kahn und Hasan Salihamidžić.
Sein Vertrag beim FC Bayern München wurde 2021 bis 2025 verlängert.
Am 13. März 2025 gab der Verein die Vertragsverlängerung bis 30. Juni 2029 bekannt. Anders als viele seiner Kollegen hat Kimmich keinen Spielerberater.

## Nationalmannschaftskarriere
Nachdem Kimmich 2011 bereits zwei Länderspiele für die U-17- (am 12. und 15. November gegen die Auswahl Aserbaidschans) und 2013 fünf für die U-18-Nachwuchsmannschaft des DFB absolviert hatte, debütierte er am 13. November 2013 in Bayonne beim 4:3-Sieg der U-19-Nationalmannschaft gegen Frankreich und erzielte mit dem Treffer zum 2:2 in der 49. Minute auch sein erstes Länderspieltor.
In der U-21-Nationalmannschaft kam er erstmals am 10. und 14. Oktober 2014 als Einwechselspieler in den beiden Ausscheidungsspielen für die U-21-Europameisterschaft (die im Juni 2015 in Tschechien stattfand) gegen die Ukraine zum Einsatz.
Am 17. Mai 2016 wurde Kimmich erstmals für den vorläufigen Kader der A-Nationalmannschaft bei der Fußball-Europameisterschaft 2016 in Frankreich nominiert. Sein A-Länderspieldebüt gab er am 29. Mai 2016 in Augsburg bei der 1:3-Niederlage im Testspiel gegen die Slowakei, anschließend wurde er für den endgültigen EM-Kader bestätigt.
Bei der Europameisterschaft in Frankreich kam Kimmich im dritten Spiel der Gruppenphase gegen Nordirland zu seinem zweiten Einsatz in der Nationalmannschaft. Er absolvierte die gesamte Spieldauer als rechter Außenverteidiger. Er sicherte sich für die folgenden Spiele einen Stammplatz. Im Anschluss an das Turnier wurde er von der UEFA in das All-Star-Team aufgenommen.
Sein erstes Länderspieltor erzielte er am 4. September 2016 in Oslo mit dem Treffer zum 2:0 in der 45. Minute beim 3:0-Sieg im Qualifikationsspiel für die Weltmeisterschaft 2018 gegen Norwegen.
Bundestrainer Joachim Löw nominierte Kimmich für den FIFA-Konföderationen-Pokal 2017 in Russland. Dort übernahm er im dritten Gruppenspiel gegen Kamerun nach der Auswechslung von Julian Draxler erstmals die Kapitänsbinde der deutschen A-Nationalmannschaft. Er war der einzige deutsche Spieler, der in allen fünf Turnierspielen über die komplette Spielzeit auf dem Platz stand. Am 2. Juli 2017 gewann er mit der DFB-Elf durch einen 1:0-Finalsieg gegen Chile den Konföderationen-Pokal.
Er wurde 2018 von Löw für die Fußball-WM in Russland nominiert. Dort stand er zwar in allen drei Gruppenspielen über die volle Distanz auf dem Platz, schied jedoch mit dem DFB-Team als Gruppenletzter in der Vorrunde aus.
Mit der deutschen Auswahl erreichte er bei der Europameisterschaft 2021 das Achtelfinale, wo Deutschland gegen England ausschied.
Im November 2022 wurde er von Bundestrainer Hansi Flick in den Kader für die Fußball-WM 2022 berufen und schied mit dem DFB-Team als Gruppenvorletzter in der Vorrunde aus.
Im Mai 2024 wurde er von Trainer Julian Nagelsmann in den Kader für die Europameisterschaft im eigenen Land berufen. Er wurde in allen fünf Spielen, drei Spielen der Vorrunde, Achtelfinale und Viertelfinale, eingesetzt. Im September wurde Kimmich zum Kapitän der Nationalmannschaft ernannt.
Am 4. Juni 2025 bestritt er im Nations-League-Halbfinale gegen Portugal (1:2) in München sein 100. Länderspiel.

## Erfolge und Auszeichnungen

### Vereine
International
- Champions-League-Sieger: 2020 (FC Bayern München)
- Klub-Weltmeister: 2020 (FC Bayern München)
- UEFA-Super-Cup-Sieger: 2020 (FC Bayern München)

Deutschland
- Meister (9): 2016, 2017, 2018, 2019, 2020, 2021, 2022, 2023, 2025 (alle FC Bayern München)
- Pokalsieger (3): 2016, 2019, 2020 (alle FC Bayern München)
- Supercupsieger (7): 2016, 2017, 2018, 2020, 2021, 2022, 2025 (alle FC Bayern München)
- Aufstieg in die 2. Bundesliga: 2014 (RB Leipzig)

### Nationalmannschaft
- Confed-Cup-Sieger: 2017
- U19-Europameister: 2014

### Auszeichnungen
- Nominierung für den Ballon d’Or: 2022 (25. Platz)
- Europas Verteidiger des Jahres: 2020
- UEFA Team of the Year: 2020
- All-Star-Team der Fußball-Europameisterschaft: 2016
- Bronzener Ball der FIFA-Klub-Weltmeisterschaft: 2020
- FIFA FIFPro World XI: 2020
- DFB-Nationalspieler des Jahres 2017[27], 2021
- Preisträger der Fritz-Walter-Medaille 2013 in Silber (Zweitbester Nachwuchsspieler U-18)[28]
- Preisträger der Fritz-Walter-Medaille 2014 in Bronze (Drittbester Nachwuchsspieler U-19)
- Bayerischer Sportpreis 2017, 2020[29][30]
- Audi Generation Award 2016[31]
- Wahl in die VDV 11: 2017/18, 2018/19, 2019/20, 2020/21, 2021/22, 2022/23, 2024/25
- Tor des Monats: Mai 2020, Januar 2023, März 2025 (mit Jamal Musiala)
- Einstufung als Weltklasse in der Rangliste des deutschen Fußballs: Sommer 2020, Winter 2020/21
- Mannschaft des Jahres 2020[32] (als Mitglied des FC Bayern München)
- Fair Play Preis des Deutschen Sports 2020 für We Kick Corona (gemeinsam mit Leon Goretzka)
- Ehrenpreis des Vereins „Deutscher Fussballer Botschafter“ für das Engagement 2020 mit WeKick Corona[33]

## Sonstiges
In der am 26. Oktober 2017 erschienenen Kino-Komödie Fack ju Göhte 3 war Kimmich an der Seite seiner Teamkollegen vom FC Bayern München, David Alaba und Mats Hummels, als Statist zu sehen.
Im Jahr 2021 veröffentlichte das ZDF mit Joshua Kimmich: Sein Weg in die Weltklasse eine Dokumentation über Kimmich; Die Bild plus zeigte im Jahr 2017 eine zehnteilige Dokumentation Glaub an dich über Kimmich und seinen Weg zum Profifußballer.
2020 startete er gemeinsam mit Leon Goretzka die Initiative We Kick Corona.
2023 und 2024 spielte er beim Münchner Tatort in den Episoden Hackl und Schau mich an den Fitnesstrainer Kenny. Im Juni 2024 wurde die ZDF-Sportstudio-Reportage Joshua Kimmich: Anführer und Antreiber ausgestrahlt.

## Kontroverse um COVID-19-Impfung
Im Herbst 2021 geriet Kimmich in öffentliche Kritik, nachdem bekannt geworden war, dass er sich als einer von mehreren Profifußballern der Bundesliga vorerst nicht gegen COVID-19 impfen lassen wolle. Als Begründung gab er an, dass ihm Studien zu den Langzeitfolgen einer Impfung fehlten.
Widerspruch erntete Kimmich mit seinen öffentlich gemachten Vorbehalten gegen eine Impfung insbesondere von führenden Medizinern. Der Vorsitzende der Ständigen Impfkommission (Stiko), Thomas Mertens, bezeichnete Kimmich als ausgewiesenen Fachmann in Fragen des Fußballs, aber nicht in Fragen des Impfens. In der Wissenschaft sei man sich einig, dass spät auftretende Nebenwirkungen nach einer Impfung „nicht vorkommen, beziehungsweise eine extrem seltene Rarität bei einzelnen Impfstoffen“ gewesen seien. Carsten Watzl, Generalsekretär der Deutschen Gesellschaft für Immunologie, sprach von einem Missverständnis Kimmichs, das sich bei vielen Menschen hartnäckig halte. Nebenwirkungen einer Impfung träten immer nur innerhalb weniger Wochen nach der Impfung auf. Danach sei die Immunreaktion abgeschlossen und der Impfstoff aus dem Körper verschwunden. Kritisiert wurde darüber hinaus, dass Kimmich mit seiner Haltung der Vorbildfunktion nicht gerecht werde, die er mit der von ihm mitgegründeten Initiative We Kick Corona auch bezüglich der Bekämpfung der COVID-19-Pandemie in Deutschland eingenommen habe.
Im November 2021 fiel Kimmich als Kontaktperson des Corona-infizierten Spielers Niklas Süle für zwei Länderspiele der deutschen Nationalmannschaft ebenso aus wie Serge Gnabry, Jamal Musiala und Karim Adeyemi. Ende November 2021 wurde bekannt, dass der FC Bayern all seinen Profis, die in Zukunft wegen einer fehlenden Corona-Impfung in Quarantäne müssen, in dieser Zeit ihr Gehalt nicht mehr bezahlt. Für Kimmich bedeutete die Streichung laut Medienberichten bei einem geschätzten Jahresgehalt von etwa 20 Millionen Euro rund 384.000 Euro Einkommensverlust pro Woche. Noch im selben Monat infizierte sich Kimmich mit SARS-CoV-2.
Im Dezember 2021 gab der FC Bayern bekannt, dass Kimmich aufgrund von „leichten Infiltrationen in der Lunge“ noch nicht voll trainieren könne und daher bis zum Jahresende ausfalle. Kimmich erklärte einige Tage später in einem Interview bei der Sportstudio-Reportage sein Bedauern, nicht geimpft gewesen zu sein, und bezeichnete dies als einen Fehler. Seine Bundesliga-Kollegen, 234 Profis, wählten ihn in der Winterpause in einer Umfrage des Kicker zum „Absteiger der Saison“, spätestens seit März 2022 ist Kimmich gegen Corona geimpft.
In einer im Juni 2024 vom ZDF veröffentlichten Dokumentation über ihn selbst erklärte Kimmich, die Zeit während der Corona-Pandemie sei „die bislang schwerste Phase seiner Karriere“ gewesen. Er kritisierte stark, wie von den Medien und der Öffentlichkeit mit ihm umgegangen wurde. Die Entscheidung sich gegen COVID-19 impfen zu lassen, habe letztendlich nicht auf freiem Willen basiert, sondern sei „durch massiven öffentlichen Druck [herbeigeführt]“ worden. Auch das Vertrauen zu seinem Verein, dem FC Bayern München, sei „in dieser Zeit kaputt gegangen“, was nicht „über ein, zwei Gespräche wieder aufgebaut werden“ könne. Uli Hoeneß, Ehrenpräsident des Vereins, stimmte Kimmich in seiner Kritik am Verein zu und wünschte sich weiter, Probleme wieder intern auszudiskutieren und nicht medial ausarten zu lassen.

## Privates
Kimmich lernte seine Ehefrau Lina, geb. Meyer, 2014 kennen, als die Jurastudentin im Ticket-Shop seines damaligen Vereins RB Leipzig arbeitete. Im Juni 2022 heirateten sie. Sie haben vier Kinder (* 2019, * 2020, * 2022 und * 2024).